# Barney (Dakota Północna)
Barney – miasto w Stanach Zjednoczonych, w stanie Dakota Północna, w hrabstwie Richland.